# ヴァージン・オーシャニック
ヴァージン・オーシャニック(Virgin Oceanic)とは深海を探査する目的のヴァージン・グループの海洋開発の会社。

## 概要
潜水艇設計者のグラハム・ホークスによって設計されたDeepFlight Challengerという深海潜水艇は水中グライダーのような形状で太平洋のマリアナ海溝、大西洋のプエルトリコ海溝、インド洋のディアマンティーナ海溝、南極海のサウスサンドウィッチ海溝、北極海のモロイ・ディープに潜水する予定

## DeepFlight Challenger
船体は炭素繊維とチタン製で操縦室は石英製の予定。

### 諸元
- 全長 : 5.4m
- 重量 : 3.6トン。
- 乗員 : 1人乗り
- 最大速度 : 3ノット。
- 潜水速度 : 毎分107メートル
- 潜水深度 : 13,000m
- 開発費用 : 1700万ドル。